# ヴァート
ヴァート（vert）とは、スケートボード、BMX、アグレッシブインラインスケートにおいて、ヴァート・ランプで行われる競技を意味する。
vertは英語で垂直の意。競技者がランプから空中へ垂直に飛び出すことに由来する。ヴァート・ランプを利用することで、他では見られない技を披露することが可能となる。例えば、フリップと呼ばれる縦回転系の技や、スピンと呼ばれる横回転系の技など。ヴァート・ランプの数自体が少ないので、日本では競技人口の少ない比較的マイナーな競技である。